# Lupinus exaltatus
Lupinus exaltatus är en ärtväxtart som beskrevs av Joseph Gerhard Zuccarini. Lupinus exaltatus ingår i släktet lupiner, och familjen ärtväxter. Inga underarter finns listade i Catalogue of Life.